# Warm Bodies (film)
Warm Bodies er en amerikansk romantisk komedie-zombiefilm fra 2013, instrueret og skrevet af Jonathan Levine. Filmen er baseret på Isaac Marions roman af samme navn fra 2010, der er inspireret af Romeo og Julie. Blandt de medvirkende ses Nicholas Hoult, Teresa Palmer, Analeigh Tipton og John Malkovich.

## Medvirkende
- Nicholas Hoult som R
- Teresa Palmer som Julie Grigio
- Rob Corddry som M / Marcus, Rs ven
- Dave Franco som Perry Kelvin, Julies kæreste
- Analeigh Tipton som Nora, Julies ven
- Cory Hardrict som Kevin
- John Malkovich som oberst Grigio, Julies far og leder af de overlevende mennesker